# Lens Peak
Lens Peak är en bergstopp i Antarktis. Den ligger i Västantarktis. Argentina, Chile och Storbritannien gör anspråk på området. Toppen på Lens Peak är 136 meter över havet.
Terrängen runt Lens Peak är varierad. Havet är nära Lens Peak åt nordost. Trakten är obefolkad. Det finns inga samhällen i närheten. 